# Lerista karlschmidti
Lerista karlschmidti là một loài thằn lằn trong họ Scincidae. Loài này được Marx & Hosmer mô tả khoa học đầu tiên năm 1959.